# ジャルジャル
ジャルジャル（JARUJARU）は、吉本興業に所属する日本のお笑いコンビ。2003年4月結成。第34回『ABCお笑いグランプリ』、『キングオブコント2020』王者、『M-1グランプリ』2015・2018 第3位。

## メンバー
後藤 淳平（ごとう じゅんぺい、1984年3月20日 - ）（41歳）
立ち位置は向かって左。

福徳 秀介（ふくとく しゅうすけ、1983年10月5日 - ）（41歳）
立ち位置は向かって右。

## 来歴

### 出会い
1999年4月。出会いは関西大学第一高等学校のラグビー部。元サッカー部の福徳は日焼けしており、後藤に初めて会った時、真っ白の練習着の胸部分に書かれた自分の名前を指差し、「俺、福徳、よろしく！」と握手を求めた。後藤のそんな福徳に対する第一印象は「吉田栄作みたいな高校生」だった。部員が多かったこともあり当初はほとんど話さなかったが、一年生の時の夏合宿で福徳が練習中に鎖骨を骨折し、一番暇そうにしていた後藤が病院に付き添うことになり、これを機に急速に距離が縮まっていった 。二人ともクラスでは目立たないタイプで、当時から笑いの感性が同じだった。高校3年間でクラスこそ同じにはならなかったが、休み時間になれば保健室へ直行して2人で喋ったり、保健室の先生を笑わせたりすることが楽しみとなっていた。また、授業中にメールを送り合って笑い合ったり、「紙に一言だけ書いて11時になったら見る」という遊びをしたりして、やがて漫才の台本を作るようになった。初めて作ったネタは漫才であり、カセットテープに吹き込んで2人で15分程度喋りそれを聴いて大笑いしたり、校庭の隅でネタ合わせしたりしていたという。高校2年生の終わり頃からお互い芸人を目指そうという話をしていた。
共に部活で忙しくテレビをほとんど見ておらず、バラエティ番組が自由で楽しい時代を知らない。お笑いで唯一ハマったのがふかわりょうの一言ネタ本で（後藤は幼少から嘉門達夫が好きで家族ぐるみで触れており、共にお笑い番組は『吉本新喜劇』は好きだったが他の当時流行っていた番組含めそこまでハマらず内容の意味も理解していなかった
）、ダウンタウン台頭以降のお笑い芸人の中では珍しくダウンタウンの影響を受けていないコンビであり、『ダウンタウンのごっつええ感じ』（フジテレビ）についても「小学生の時に見ていたが当時は意味が分からずハマらなかった。そのおかげで二人とも影響されずオリジナリティを追求出来た。」と福徳は述懐した。

### コンビ結成
2002年4月、高校卒業後、大学進学と共にNSC大阪校（25期）へ入学。25期は前年の第1回『M-1グランプリ』の影響からか入学者が700人（銀シャリによると900人）くらいおり、入学式の会場のなんばグランド花月が満員だった。
福徳は大学に進学せずにNSCに入ろうとしたが、母親に止められた。NSCに入るかどうか迷っていた後藤に「やろう」と誘ったのは福徳だが、集団面接を前にして福徳が不安になり「やめようか」と言った時に「やろう言うたやんけ」と後藤が止めた。当時、講師を務めていた本多正識は、ジャルジャルの二人に“上品な子たち”という印象を受け、「言葉遣い、表情、所作、小道具の扱い方等々、端々に上品さがうかがえ、NSCにはあまりいないタイプ」だったという。また、ネタ見せの授業には必ず出席する優等生だった。
コンビ名の由来は、後藤の家で電気を消して寝転がりながらコンビ名を考えている時に、響き重視で“ジャルジャル”と“ジョロジョロ”を思いつき、最終的に文学部の福徳が受けていた大学の語学の授業中に“ジャルジャル”に決定した
。他の候補には、「ナプラコッテ」「ノーコン太郎」があった。略称がJAL（ジャル）である日本航空グループと関係はないが、営業などの掴みとして、「2人とも親がパイロットやったからですよ〜嘘ですけど」や「蛇口から水が出ていた」といった作り話を話していた時期もある。
NSC時代に『M-1グランプリ』に挑むも1回戦で敗退。授業でネタ見せがあるのに、落ちたネタしかストックがなく、高校時代の保健室で遊んでいた雰囲気で適当に遊び半分のコントみたいなものをやっていった結果、ネタを漫才からコントへシフトしていった。当初漫才のネタは後藤が作っており捻り出すように作っていたが、2人でコントのネタを作るようになると息をするように作れるようになった。NSC卒業公演では、プラス・マイナスとジャルジャルが司会を務めるなど当時は彼らが25期の2強だった。当時から型にハマらないスタイルでダウンタウンの再来と称され、
2020年10月21日放送の『水曜日のダウンタウン』（TBSテレビ）では、銀シャリから同期一の天才と称された。

### 結成後
NSC卒業後は若手が出る劇場への出演を賭けた月に1度行われるオーディションにチャレンジする日々だった。予選で（同期は700人の中）勝ち残った20数組で決勝戦を行ない、上位2組が劇場のレギュラーメンバーと入れ替えるというものでジャルジャルは一回しか行けなかった。大学4回生の時に劇場のシステムが変わり、予選で勝ち残った20数組が吉本の社員の前でネタ見せを行ない、劇場のメンバーを再編する形になり、ようやくジャルジャルはレギュラーメンバーとなった。
NSCや舞台を優先するあまり、二人は大学に居場所はなく、大学卒業の単位がギリギリだった。二人はお笑いを天職だと考えていたため就職活動もしなかった。
2005年には若手を発掘する番組『ゲンセキ』（TBSテレビ）でテレビ初出演。また、BGO上方笑演芸大賞新人賞を受賞。2007年には、若手の登竜門であるNHK新人演芸大賞の演芸部門で大賞を受賞し、”一般ウケするんやな”と周りの見る目が変わったという。
『爆笑レッドシアター』、『めちゃ×2イケてるッ!』（共にフジテレビ）などの全国ネットの番組のレギュラーになる。エルザ調べの女子高生が選ぶ「次にブレイクすると思うお笑い芸人は？」のアンケートで一位に選ばれるなど、順風満帆に見えるも、シュールなネタやコント衣装から連想される「尖っている」イメージに苦しめられ、「ジャルジャルってこういうの（体を張る企画やヨゴレネタ）やらないでしょ」と言われ続けた。『M-1グランプリ2010』決勝戦では、まるで一般的な漫才を揶揄するかのようなネタを披露した結果、反感を買ってしまう。さらに新聞や雑誌のインタビューで、軽いノリや冗談のつもりでついた適当な嘘が原因で、「めちゃイケ」で共演した先輩芸人の岡村隆史（ナインティナイン）に「人を小馬鹿にしている」と苦言を呈されることもあったという。後藤は「めちゃイケ」について、「向いてなかった」「とにかく埋もれる、埋もれ上手」と後に語った。
2010年には二人は井筒和幸監督の映画『ヒーローショー』に主演。
同年6月と2011年7月はロンドン、2015年7月はパリにて単独ライブを行なうなど海外公演も行なった。
結成10周年の2012年はマニフェストとして2人揃って金髪で活動した。お年寄りからの評判は悪かった。
2014年10月28日にYouTubeチャンネルを開設。上京当時はトークやバラエティで自己アピールし、番組で前に出ていこうというスタンスで尖っていたが、ネタ動画の投稿を始めたことでネタで評価されればいいと思えるようになったという。
2015年11月、レスリー・キー撮影のヌード写真集『SUPER JARU JARU』を発売。
『M-1グランプリ2015』でも決勝戦に進出。新たな形のネタを披露し、ファーストラウンドを1位で通過したが、最終決戦では9票中1票しか獲得できず、3位に終わった。

### YouTubeチャンネル開始～ネタサロン開設
「めちゃイケ」をはじめ、2017年は立て続けにレギュラー番組の終了が発表される。そんな中、『M-1グランプリ2017』では2年ぶりに決勝戦に返り咲き。ファーストラウンドのトリを飾り、自信作「ピンポンパンゲーム」で会場のみならずネットをも沸かせた。老若男女を笑わすことのできる「ピンポンパンゲーム」は福徳が「伝説できるな」と確信したネタだったが、結果は6位と振るわず。福徳は会場とその後の『GYAO!』の番組で、ファイナリストたちが負けた敗因を語り合うという企画でも涙ぐんだ。
二人はマネージャーから勧められ、2018年2月から毎日、Webサイト及びYouTubeの公式チャンネル「JARUJARU TOWER」にコント動画を投稿し始める。年間300本、単独ライブの度に100本ほど新ネタを作り9割をボツにするため、そのネタのタネを投稿している 。総再生回数が2019年5月には一億回、同年9月には二億回、2020年2月には三億回、同年8月には四億回、同年12月には五億回を突破する。YouTubeチャンネルの視聴者は8割9割が男性で、2018年からライブの男女比が1:9から4:6になり男性客が増えた。
ラストイヤーとなった『M-1グランプリ2018』の決勝戦では4組目で登場。ファーストラウンドでは「国名分けっこ」を披露し、3位通過で最終決戦に進出。最終決戦でも言葉遊びの漫才を披露したが、票を得られず3位に終わった。その結果を受け、二人は「清々しく終わった」、福徳は「ラグビー部を引退した日のような感覚」だったという。 2015年、2017年、2018年の3年は審査員の中川家・礼二との戦いでもあり、頑なにジャルジャルはスタイルを変えなかった。また、2011年から2018年の8年間は、『キングオブコント』の決勝戦へ行けず、コンビ結成から2020年の優勝までで一番辛い時期だった。
2019年には有料会員制サイト「ネタサロン ジャルジャルに興味ある奴」を開設。きっかけは西野亮廣（キングコング）から「ジャルジャルもオンラインサロンをやるべきや」という助言から。謳い文句は「不透明すぎて入るのが怖いネタサロン」。同サイトでは、ネタサロン限定ラジオや過去の単独ライブの映像、Instagramのシークレットアカウントの閲覧、またサロン限定グッズも購入できる。
2020年4月には、日本語学習用の教材映像「Getting to Know Japanese Language & Culture」に起用された。同月には、YouTubeチャンネル「JARUJARU TOWER」に英語字幕を付した「JARUJARU OVERSEAS」も開設されている。

### 『キングオブコント2020』優勝
2020年9月26日に開催された『キングオブコント2020』決勝戦で、合計941点を獲得し、優勝を果たした。同大会へは2008年の第1回大会から出場を続けており、13度目の挑戦での優勝であり、福徳は涙ぐんだ。「コントの賞レースでタイトルをとらないことには、この先ずっとやり続けることはできない」「ラグビー部出身の体育会系のジャルジャルが負けたままではいられない」と挑戦し続けた。昨年は福徳が脚の小指を骨折し動き回れないためネタを変更せざるを得なかった。1本目の「野次ワクチン」は2019年の年末に生まれたネタで観客の反応が良く大衆向け、2本目の「空き巣するのにタンバリン持ってきたやつ」は、10年ぶりにやった没ネタ（ネタのタネ）で観客や投稿したYouTubeでの動画のコメントの反応が良かったなど、劇場やSNSのファンからウケを確認したネタだった。また、事前にNSC時代の講師・本多正識と先輩芸人のあべこうじからのアドバイスを受けていた。
優勝後は、ジャルジャルは「尖っていて扱いづらいイメージ」から「13回挑戦し続けるただのコント好き」だと周りからの評価が変わったという。

## YouTubeチャンネルの動画
毎年開催する単独ライブの東京凱旋公演を記念したWEBプロジェクト「JARU JARU TOWER」に「ネタ帳に書き留めたネタになる前のアイデア『ネタのタネ』が1階ずつ積み上がっていく世界一高いタワーを建設する」という設定で新たに撮影した動画を2018年2月15日からYouTubeの公式チャンネル並びにウェブサイトへ1日1本ずつ投稿中（計8000本を投稿、2039年11月8日にタワーが完成する予定）である。2020年8月23日、1000本目を達成した。年に2回の単独ライブのため300本ネタを作っており、単独ライブでボツになったネタを「成仏させる」という意味でアップしている。「何年経っても楽しんでもらえるような普遍性のある笑い」をモットーにしているという。
JARU JARU TOWERの総再生回数が2019年5月には一億回、同年9月には二億回、2020年2月には三億回、同年8月には四億回、同年12月には五億回、2022年5月には八億回、2023年12月には十億回を突破した。
また、2020年8月2日午後8時2分（奴の日奴の時間）に新チャンネル開設を発表。2020年9月に「ジャルジャルアイランド（JARUJARU ISLAND）」と題したYouTubeチャンネルを開設した。ジャルジャルがネタの中で演じているキャラクターにスポットを当てたコントと現実が融合した動画を中心に配信している。
過去に、川島海荷、松本穂香、トータス松本（ウルフルズ）、モモコグミカンパニー（BiSH）、ヤバイTシャツ屋さん、河野純喜（JO1）、YOASOBI、のん、トリンドル玲奈、ROLAND、朝倉海が出演している。有名人だけでなく、オンラインネタサロン会員（一般人）がエキストラとしてZoomでリモートコントに多数出演している。
YouTubeの動画に寄せられるコメントは参考にしており、『キングオブコント2020』の優勝に繋がったという。
YouTubeで動画投稿する一年後輩のかまいたちによると、芸人から見ても「ネタ動画を毎日投稿することや、108本のコント動画を一気に投稿すること」は異常だという。
2020年12月27日にYouTubeで「100万人行くまでコントし続ける奴」を配信し、当初、企画が3日間にわたることを覚悟していたが、約3時間半でチャンネル登録者を95万人から5万人増やし100万人達成した。
「JARU JARU TOWER」の始動以降、コントのタイトルは全て語尾が「奴」になるように統一されており、過去にリリースしたDVDに収録されていたなどで「奴」がつかないタイトルのコントをアップロードする際は、「奴」をつけたタイトルを改めて付け直している。

## エピソード
- お笑いをやることについては、福徳の家族は最初から全面的に応援していた。後藤の家族は、「大学に通いながらNSCに行くのなら」という条件で許可した[55]。
- 2人が関大生だった頃、関西大学では入学アルバムというものがあり、新入生が集合写真を撮るが、2人はその新入生に紛れ込んで集合写真に一緒に写るという悪戯をやっていた[55]。
- 綾部祐二（ピース）は「福徳が後藤顔で後藤が福徳顔」なので名前を覚えるのに苦戦したという[56]。
- デビュー初期から『爆笑レッドシアター』にレギュラー出演していた時期にかけて、同じくシュールなコントに定評のある1年後輩の東京吉本のしずると比較されることが多かった。後藤は今でも街でしずるとよく間違われるらしく「俺1人にしずる2人の要素入ってるしな」とのこと（福徳はしずるに間違われた事はないと話している）[57][58]。
- 『ダウンタウンのガキの使いやあらへんで!』内のクイズ企画、「クイズ 100のコト」にて松本人志が「今1番面白いと思う芸人は？」と聞かれた際に、ジャルジャルの名前を挙げた。
- 二人とも酒、タバコ、ギャンブルをしない。笑いの感性が同じであり、共にネタ作りをする。コンビ仲は良好で、お互い干渉しすぎず、特別プライベートで遊ぶこともない完全なビジネスパートナーである[11]。また、互いが長所と短所を50個ずつ言い合えるぐらい特徴や思考パターンを把握し信頼しているため、それらはお笑いコンビとして武器になり、前述のような即興でのコントや漫才が行えるということを、若手芸人のオーディション番組『笑けずり シーズン2〜コント編〜』（NHK BSプレミアム）にてゲスト講師として参加芸人に指導している[59]。
- 『めちゃ×2イケてるッ!』では、「先輩に対してやたら反抗的で生意気な若手」というキャラが定着し、特に福徳は事務所の先輩の岡村隆史（ナインティナイン）らから苦情を言われるほど喧嘩ネタに発展させることが多かった。同じ新メンバーの白鳥久美子（たんぽぽ）とも同様の喧嘩ネタをすることがあり、番組内では犬猿の仲という設定が固まり「クイズ濱口優」のリメイクコーナー「クイズ福徳くんと白鳥さん」に発展した[60]。
- 2016年には、放送作家の倉本美津留、アーティストの福山芳樹と音楽ユニット「モジャモジャルジャル」を結成し、オリジナル楽曲集『ジャル歌全集』を配信[61]。このユニットは、LINE LIVEの番組『開放！ジャルジャル・倉本美津留のコント会議』にジャルジャルの大ファンである福山が出演し、ジャルジャルが楽曲制作をダメ元で依頼したところ快諾したことから誕生した。ジャルジャルのコントには元々歌ネタが数多くあったことや、2015年8月7日から9日にかけてアメリカ・サンフランシスコで開催された日本文化を伝えるイベント『J-POPサミット』に出演したジャルジャルと福山が出会ったこともユニット結成のきっかけとなった[62][63]。
- 2019年12月31日に実施された約9時間に及んだ108本のネタを披露するライブ、「大晦日に108回もジャルってんじゃねえよ」はチケット価格10,800円、午前10時8分開演、夜19時に終演を迎えた。このライブはライブビューイングも同時開催され、ネタサロン会員限定での生配信も実施された。このライブの動画が2020年3月28日にライブ実施時と同じ午前10時8分からジャルジャル公式YouTubeチャンネルに約7時間半の動画としてアップされている[64][65]。
- 2020年5月7日から開催予定だった単独ライブツアー「JARUJARU TOWER 2020 -ジャルってんじゃねえよ-」が、新型コロナウイルス感染拡大防止の為中止になり、中止になった事で余った時間を、ライブを楽しみにしていたファンの為に使いたいというジャルジャルの思いから、ジャルジャルにやってもらいたい事をTwitterで募集し実行する「ジャルジャルスーパーセール」という企画を2020年4月17日～4月19日の3日間限定で実施した[66]。
- 単独ライブで披露予定だったコントをロケコントとして本格映像作品にして提供するため「「JARUJARU TOWER 2020」本気のコント映像作品として発表したい」と題し、4月16日よりSILKHATでクラウドファンディングを実施、1442人の支援を受け、支援総額は約680万円に達した。新型コロナウイルスが収束した時点で制作を開始し、完成した映像はクラウドファンディングで支援に参加した人に、期間限定配信、または映像をDVD化したもの、またはその両方が送られる[67]。
- 後述のように賞レース決勝戦の常連であるジャルジャルだが、『THE SECOND 〜漫才トーナメント〜』では2年連続で選考会上位8組の「ポットA」となるも「開幕戦ノックアウトステージ32→16」敗退という結果に終わっている。

### お笑い賞レース
『M-1グランプリ』、『キングオブコント』の決勝戦に4回ずつ進出した。現時点で『M-1グランプリ』と『キングオブコント』の両方で3回以上決勝戦進出した唯一のグループである。

#### M-1グランプリ
2010年
- 初の決勝戦進出。2番目に登場し、漫才に台本があることに言及する個性的なネタを披露するものの、結果は8位。このとき中田カウス（中田カウス・ボタン）が付けた「79点」は彼の評点では第3回（2003年）大会のスピードワゴンと並ぶ歴代最低得点で、後藤は「『9（のボタン）どこや、9!』と言っていたから『90点台が出るんや』と思っていたら79点だった」と自虐ネタにした。

2015年
- 休止期間を挟んで2大会連続で決勝戦進出を果たす。ファーストラウンドでは5番目に登場し、9人中6人の審査員から1位評価を受け、1位通過で最終決戦に進出。しかし、最終決戦では審査員の哲夫（笑い飯）から1票を得るも3位に終わった。
- この年のジャルジャルはファーストラウンド1位通過であったが、89点をつけた礼二からの「（細かいボケを積み重ねて笑いを取るこの日のスタイルについて）漫才という大きな枠がある中で、そういうのを入れたらもう少し漫才っぽくなったと思う」という評価は、彼らに総合1位評価では晴れない悔しさを残させたことがアナザーストーリー2018で語られた。

2017年
- 2年ぶりの決勝戦進出。ファーストラウンドのトリとなる10番目に「変な校内放送」という福徳のフレーズに対して、後藤がリズミカルにツッコミをいれるゲームのようなネタを披露。審査員の松本人志（ダウンタウン）からはこの日の最高得点となる95点という高評価を受けたが、他の審査員の得点はオール巨人を除いて伸び悩み、6位に終わった。

2018年
- 2年連続で決勝戦進出。結成15年のため今回がラストチャンスだった。
- ファーストラウンドでは4番目に登場し、「国名わけっこ」という去年のネタの発展形ともいえるネタを披露。審査員の立川志らくからは99点という破格の高評価を受けた上で「面白いのに笑えなかった。だからこれは『プロを笑わせる笑い』というやつなのだろう、という感心に入ってしまった。」という最高の賛辞を貰い、先述の礼二からも初めて90点台を受け「（どんなに批判されようと）頑なに自分たちのスタイルを崩さず15年間突き詰めてM-1に挑んだ」点を高く評価された。
- ファーストラウンドを3位で通過し、最終決戦では1番手で「決めポーズが欲しい」を披露したが、票を得ることはできず最終3位に終わった。なお、ラストイヤーで最終決戦進出を果たしたコンビで得票がなかったのは、現時点でこの回の彼らのみである。

#### キングオブコント
2008年の第1回大会から2020年まで毎年欠かさず出場した。また、ジャルジャルは2020年までの全大会で準決勝に残った唯一のコンビとなっている。
2009年
- 決勝戦初進出。ファーストステージでは「寿司屋のしりとり」ネタを披露したが、全体で2番目に低い得点を記録してしまい8組中7位に終わる。
- セカンドステージでは「理解不能者〜野球部〜」というネタを披露したものの、ファーストステージと同じく7位、総合順位では最下位という形で終わってしまった。

2010年
- 2年連続で決勝戦進出。ファーストステージでは「居酒屋での会社員同士のやりとり」ネタを披露して4位となる。
- セカンドステージでは「オバハン」（後藤扮するおばさんに対して福徳が4分間ほぼ「オバハン!」とだけ捲し立てるという内容）という異色な内容のネタを披露したが、総合順位はファーストステージと同じく4位に終わった。

2019年
- 2011年大会からしばらく準決勝敗退が続いていたが、2019年大会で実に9年ぶりに決勝戦進出を果たした。2019年現在、同大会における決勝戦への返り咲きの最長ブランクである。
- ファーストステージでは「周波数の影響で離れたら英語に聞こえる奴」というネタを披露。全組のネタが終了した時点でGAGと同率3位となり、直後に行われた審査員による決選投票で競り勝ち、ファイナルステージ進出を果たした。
- ファイナルステージでは「空き巣」というネタを披露したが、こちらでもうるとらブギーズとどぶろっくには及ばず、3位に終わった。
  - なお、同大会では規定により「決勝戦で披露するネタ2本は、準決勝で披露したネタ2本と同じものでなければならない」とされていたが、ジャルジャルは決勝戦当日において2本とも準決勝の時とは全く異なるネタを披露していた。番組放映中、福徳の骨折によりネタを変更せざるを得なかった事情を二人で説明、謝罪したにもかかわらず、ネット上で「ルール違反では?」という声が多数挙がる事態となった。これについて2人は大会終了後「福徳が1週間前の9月14日に足の小指を骨折してしまったため、急遽ネタを変更した」「皆さまにご迷惑をお掛けしました」と報告し、謝罪していた。また、出演者の芸人にも決勝戦の前に事情説明と謝罪を行ったようである。

2020年
- 2度目となる2年連続の決勝戦進出。ファーストステージでは「野次ワクチン」というコントを披露し、初めて1位通過を果たす。
- ファイナルステージでは「空き巣するのにタンバリン持ってきた奴」を披露。同ステージでの3組の得点が1点差となる大混戦となったが、こちらでも1位となり優勝を果たした。
- 1本目の「野次ワクチン」については「単独ライブでやったりしていた。お客さんの反応がいい感じだな、大衆向けだなと」（福徳）、2本目の「空き巣するのにタンバリン持ってきた奴」については「YouTubeでネタを1日1回披露している。自分の中でボツにしていたけど、久しぶりにやって、YouTubeのコメントとかもいい反応で、もしかしたらキングオブコントに向いているんじゃないかと」（福徳）、「ネタの種として、YouTubeにはあげている。まさに花が開いたという感じ」（後藤）とそれぞれ語っている。

## 芸風
- 結成から2020年に至るまでM-1グランプリ（2018年まで）とキングオブコントには毎年出場し続け、8000以上の持ちネタを誇り、2018年2月からYouTubeチャンネルに毎日動画を投稿するなどネタ狂い[29]なコンビである[11]。独自の世界観からジャルジャルワールドと称される[11][72][73]。
- ネタは主にコントで、典型的なボケとツッコミという固定概念にはとらわれず[26]、両ボケ[73]やシュール[25]、人間味の欠如[74]、言葉の響きを重要視した[13]音ゲーのような絶妙なリズム感[11]、同じ流れを何度も繰り返す[75]天丼の変化系[76]が特徴。2018年までM-1グランプリのために漫才も行っていた[39]。
- コント漫才はコントでできるため、しゃべくり漫才を行う[7]。漫才では、ボケ・ツッコミの役割が1つのネタの中で入れ替わってゆくいわゆるWボケのスタイルが主。即興を装う、お約束の振りに従ってコントに入る、などといったような漫才の暗黙のルールを衝くメタフィクション的手法を特徴とする。または福徳が後藤に斬新なゲームや言葉遊びで勝負を挑み、後藤は戸惑いながらも付き合っているうちに勝負に熱中してしまうというパターンのネタも多い。コント師ながら『M-1グランプリ』決勝戦進出4回（うち2回は3位）と結果を残している。
- 漫才を披露する際は2012年11月18日に放送された『ざっくりハイタッチ』（テレビ東京）内で共演者の小籔千豊としたゲームに負けた成り行きで、後藤が福徳の分も併せて自腹で20万円（福徳と折半で10万円）でオーダーメイド[注 4]した光沢があり淡めの青のモッズスーツ（後藤が崇拝するビートルズに倣っている）と白シャツを着用している[77]。
- 2019年10月頃からはスーツを新調しており、2019年の夏に「STORY & THE STUDY」というオーダースーツブランドでオーダーメイドしたスーツを着用している。ジャケットはイタリアンモダンスーツのスラント＋チェンジタイプのポケット、裏地の色は後藤は赤、福徳が青、センターベント、袖口に本切羽4つボタンが付いている、見返しは本台場のもの。スラックスはワンタックアウト、4.5cmのダブルの裾始末、バックスリットのものを選んでいる。生地はウール100%、色はスーパー120's ソラーロという、玉虫色が入った薄茶色のもの。ボタンはゴールド×ボルドー/メタルという、福徳曰く「私立高校の制服」の様な、豪華な見た目のものが採用されている。ネクタイは2人共赤色。新スーツにネクタイを合わせた形の印象として「駅員さん」と例えている[78][79][80]。
- コントの時の衣装は2人とも主に黒のTシャツにベージュのパンツ（後藤は長ズボン、福徳は短パン）。コントの内容によってシャツやスーツを着用するが、どの服装でも黒とベージュの色合いが基本となっている[81]。このスタイルは高校生時代から考えていたもので、「一寸先は闇。もし洞窟に閉じ込められたとしたら、光に反射するのは肌の色。お笑いの世界の色を黒で表わしたとしたら、その中でベージュで光を照らそう」と考えてこれらの色を選んだと言うが[6]、偶然私服が被ったため、着替えやすいからなどという理由を付けていることがあるので定かではない。ちなみに、バリボ山本は体操服を着用している。
- ネタを作る時はマネージャーや作家を一切その場に入れず二人で行ない、二人曰く子作り[11]。日常会話ゼロで、テレビや[73]日常でちょっと引っかかる部分のワードを起点に二人で即興で言葉のキャッチボールしていき[7]、3分続けば3分ネタ、10分続けば10分ネタでネタのタネにしていく[82]。お互いでオチが決まらない場合は1時間くらい続くこともある[7]。「修学旅行の夜や秘密基地でのノリ」で作っているという[39]。最近は「不思議なもので練習し過ぎると面白くなくなる」からと練習よりネタ作りに時間を費やしている[83]（実際に「練習量が凄い」と評されたM-1グランプリの2017年のネタ「ピンポンパンゲーム」や2018年のネタ「わけっこ国名」は、練習は舞台上以外ではほとんどせず、その場の流れで遊びながら本番に挑んでいた[7][84]）。
- 即興コントを得意としており、冠番組『開放！ジャルジャル・倉本美津留のコント会議』から派生した“観客が書いたお題を2つ組み合わせてコントの題名にして即興でコントを始める”不定期開催ライブ『超コントLIVE』に客演した伊達みきお（サンドウィッチマン）は公式ブログで「ジャルジャルの発想力・瞬発力・創造力には驚きましたね」「彼等は素晴らしい！台本を作り込み本自体の内容を面白くさせてからネタを合わせる作り方の我々とはスタイルが大幅に違う… ジャルジャルはコントの設定の幅が広いんだろうなぁ。特異な発想ですぐにストーリー展開を可能にする力が凄い。このスタイルでジャルジャルと競える芸人いるのかなぁ」と評している[85]。
- 地方の営業や劇場では、ご当地の話や客イジリは一切しない[86]。

## 出囃子
チューリップ「ぼくがつくった愛のうた」

## 評価
- 2008年以前の、まだ全国区になる前の大阪時代のジャルジャルのコントを当時見ていた森田哲矢（さらば青春の光）は、「カルチャーショックぐらいの、新しい、革命が起こる夜明け前を見ている感じ。（中略）見るネタ全部おもろい。しかも革新的。」、東ブクロ（さらば青春の光）は「彼らを面白いと認めない芸人はその時点で駄目という風潮が大阪ではあった。」と語った[87]。
- 『爆笑レッドシアター』で共演した内村光良（ウッチャンナンチャン）は、「（レッドシアターメンバーで）一番売れると思うのはジャルジャル」と話したことがある[88]。また、「（ネタの）発想の仕方がすごく独特なんですよ。おそらく彼ら自身もネタにはかなり自信があるんじゃないですかね。（中略）何かひとつのことに執着して延々それだけで押し切る、あのしつこさなんかも新しいパターンの笑いで、とにかく不思議な今までにあまりいなかった感じのコンビだと思います。見た目は若い頃のウッチャンナンチャンに似てるんですけどね、後藤が僕で福徳が南原で（笑）」と評している[89]。
- 松本人志（ダウンタウン）は、2010年頃からジャルジャルを評価する発言をしてきた[26]。『ダウンタウンのガキの使いやあらへんで』（日本テレビ系）の企画『クイズ　松本人志の100のコト』の中で“面白いと思う若手芸人は？”との質問に『ネタならジャルジャルですね』と即答[26]。第13回（2017年）の『M-1グランプリ』では最終順位が6位に終わったジャルジャルに、80点台を付ける審査員がいる中、松本人志は95点という単独での最高得点をつける[26]。M-1グランプリ2017の終了後の『ワイドナショー』（フジテレビ系、2017年12月10日放送分）にて「1番面白いと思ったのはジャルジャル」「（ネタが）あんなに良かったのになぜアカンかったかと言えば、ちょっと（お客さんや審査員を）感心させてしまった」と発言している[90]。2020年10月4日放送の「ワイドナショー」では、ジャルジャルのキングオブコント2020の優勝に対し、「プロのお笑い芸人でジャルジャルを否定する人はいない。玄人ウケが凄すぎて一般の人には分からないと言われてしまうかもしれない」「俺、ジャルジャルの先輩じゃないと思ってるのよ。なんかジャルジャルは、ジャルジャルなのよ。お笑いやけど、別にジャルジャルの先輩じゃないし」と賛辞を贈った[26]。また、MCの東野幸治も「ダウンタウンの流れじゃないところでポツンと出てきた独特のコンビ」と評している[26]。
- 松本亀吉は、ジャルジャルが『第19回オールザッツ漫才』を制したネタ（「変なキャラ練習させられてるヤツ」）とその他の出場者のネタを比較し、「ジャルジャルがすごいのは先述の4種の系統[注 5]のいずれにも当てはまらない点だ。根源的に着眼点が違い、指向性も方法論もスキルも圧倒的で、底知れぬオリジナリティを感じさせる」「およそ20年ぶりに現れた、ダウンタウン以来の革命家であり、別格」と評した[91]。

## 賞レース成績・受賞歴など

### M-1グランプリ（成績）
| 年     | 結果       | エントリーNo. | 決勝戦キャッチコピー        | 備考                                     |
| ------ | ---------- | ------------- | --------------------------- | ---------------------------------------- |
| 2002年 | 1回戦敗退  | 235           |                             | NSC時代に出場                            |
| 2003年 | 3回戦敗退  | 778           |                             |                                          |
| 2004年 | 3回戦敗退  | 793           |                             |                                          |
| 2005年 | 3回戦敗退  | 551           |                             |                                          |
| 2006年 | 準決勝敗退 | 2888          |                             |                                          |
| 2007年 | 準決勝敗退 | 4205          |                             |                                          |
| 2008年 | 準決勝敗退 | 4449          |                             |                                          |
| 2009年 | 準決勝敗退 | 4584          |                             |                                          |
| 2010年 | 決勝8位    | 4797          | スーパールーキー            |                                          |
| 2015年 | 決勝3位    | 2021          | フリースタイルが止まらない! | ファーストラウンド 1位通過               |
| 2016年 | 準決勝敗退 | 2028          |                             | 予選19位、敗者復活戦6位                  |
| 2017年 | 決勝6位    | 2831          | 帰ってきたフリースタイル    |                                          |
| 2018年 | 決勝3位    | 3933          | フリースタイル再び          | ラストイヤー、ファーストラウンド 3位通過 |

### キングオブコント（成績）
| 年     | 結果       | 決勝戦キャッチコピー         | 備考                       |
| ------ | ---------- | ---------------------------- | -------------------------- |
| 2008年 | 準決勝敗退 |                              |                            |
| 2009年 | 決勝8位    | 逆襲を誓う若き浪花のコント師 |                            |
| 2010年 | 決勝4位    | 逆襲を誓う若き浪花のコント師 |                            |
| 2011年 | 準決勝敗退 |                              |                            |
| 2012年 | 準決勝敗退 |                              |                            |
| 2013年 | 準決勝敗退 |                              |                            |
| 2014年 | 準決勝敗退 |                              |                            |
| 2015年 | 準決勝敗退 |                              |                            |
| 2016年 | 準決勝敗退 |                              |                            |
| 2017年 | 準決勝敗退 |                              |                            |
| 2018年 | 準決勝敗退 |                              |                            |
| 2019年 | 決勝3位    |                              | ファーストステージ 3位通過 |
| 2020年 | 優勝       | 人間味の欠如と充満           | ファーストステージ 1位通過 |

### その他（成績・受賞歴）
- 2007年 平成19年度NHK新人演芸大賞 演芸部門 大賞
- 2007年 笑いの超新星 新人賞
- 2008年 第29回ABCお笑い新人グランプリ 優秀新人賞
- 2008年 笑いの超新星 最優秀新人賞
- 2009年 第44回上方漫才大賞 優秀新人賞
- 2011年 第25回高崎映画祭 最優秀新人男優賞（映画『ヒーローショー』）[注 7]
- 2011年 第6回おおさかシネマフェスティバル  最優秀新人男優賞（映画『ヒーローショー』）[注 7]
- 2011年 日清食品 THE MANZAI 2011 本戦サーキット敗退
- 2012年 日清食品 THE MANZAI 2012 本戦サーキット敗退
- 2013年 第34回ABCお笑いグランプリ 優勝
- 2013年 日清食品 THE MANZAI 2013 ワイルドカード決定戦敗退
- 2023年 THE SECOND 〜漫才トーナメント〜2023 開幕戦ノックアウトステージ32→16敗退
- 2024年 THE SECOND 〜漫才トーナメント〜2024 開幕戦ノックアウトステージ32→16敗退
- 2025年 THE SECOND 〜漫才トーナメント〜2025 開幕戦ノックアウトステージ32→16敗退

## 出演

### テレビ

#### 現在のレギュラー番組
不定期出演
- アメトーーク!（テレビ朝日）[98]
  - 2012年4月12日「ラグビー芸人」
  - 2013年6月13日「オシャレって何なの芸人」(後藤)
  - 2013年11月14日「好感度低い芸人」(福徳)
  - 2015年12月10日「もっとやれるはずだったのに…2015反省会」
  - 2016年3月31日「学生時代の友達とコンビ組んでる芸人」
  - 2016年6月16日「旧車芸人」(後藤)
  - 2016年11月3日「ひんしゅく体験!ナダル･アンビリバボー2」(後藤)
  - 2016年12月8日「もっとやれるはずだったのに…2016反省会」
  - 2016年12月30日「ザキヤマ&フジモンのパクりたい-1グランプリ」
  - 2017年2月23日「立ちトーーク」(後藤)
  - 2017年4月30日「踊りたくない芸人」(後藤)
  - 2017年9月17日「踊りたくない芸人」(後藤)
  - 2017年12月7日「もっとやれるはずだったのに…2017反省会」
  - 2018年1月21日「絵心ない芸人」(福徳)
  - 2018年2月1日「ひんしゅく体験!ナダル･アンビリバボー」(後藤)
  - 2018年4月12日「お肌よわよわ芸人」(福徳)
  - 2018年10月5日「踊りたくない芸人」(後藤)
  - 2018年10月18日「人見知り芸人」(福徳)
- ウラマヨ!（関西テレビ） - リポーターとしてロケ担当[注 8]
- あおきいろ（Eテレ）　
  - 2022年3月29日 10分版 #1 - 声の出演
  - 2022年3月29日 10分版 #3 - 声の出演

#### 過去のレギュラー番組
- ぶったま!（2005年4月 - 2009年9月、関西テレビ）- 準レギュラー
- おはよう朝日です（2008年4月 - 2010年12月23日、朝日放送）隔週木曜日
- あほやねん!すきやねん! 火曜→月曜（2008年4月1日 - 2013年3月25日、NHK大阪）
- スキマでジャルジャル（2008年4月5日 - 2017年12月16日、毎日放送）
- 鉄筋base（2008年4月15日 - 2009年3月24日、関西テレビ）
- THE THREE THEATER（2008年10月14日 - 2009年3月17日、フジテレビ） - 『爆笑レッドシアター』の前身番組
- よしもとサンサンTV（? - 2009年3月、サンテレビ）
- 炎上base（2009年4月10日 - 2010年3月19日、関西テレビ）総合MC
- 爆笑レッドシアター（2009年4月15日 - 2010年9月8日、フジテレビ）
- Music&Entertainment ガチカメ7（2009年4月7日 - 2010年9月28日、読売テレビ）
- ゼッタイジャルっ!（2010年4月16日 - 9月24日、関西テレビ） - ジャルジャル初の本格的な冠番組
- 来る来るミラクル（2010年4月23日 - 2011年9月30日、中部日本放送）
- ジャルやるっ!（2010年10月1日 - 2017年9月29日、関西テレビ）
- ホメられてノビるくん→ホメられてノビるくんA（2010年10月26日 - 2011年9月19日、フジテレビ）
- めちゃ²イケてるッ!（2010年11月6日 - 2018年3月31日、フジテレビ）
- わっしょい5up（2011年5月14日 - 2012年3月25日、朝日放送）
- あしたモテ期にな〜れ! てるてるモテるちゃん（2012年1月7日 - 2012年3月10日、読売テレビ）
- SHINPUU2 ジャルジャル×銀シャリ ヤバイブル〜キセキの危機回避マニュアル〜（2012年4月5日 - 6月28日、関西テレビ）
- もってる!? モテるくん（2012年3月17日 - 2013年2月23日、読売テレビ）
- 噂の現場直行ドキュメン ガンミ!!（2013年 - 2015年、TBS）隔週出演
- バチッと!爆ハリ!（2014年8月1日 - 2016年2月19日、チバテレ）
- 天才てれびくんYOU（2017年度 - 2018年度、NHK Eテレ）- 現地調査員「後藤3段」・「福徳3段」として出演[注 9]
- ジャルっと!爆ハリ!（2016年3月4日 - 2019年9月27日、千葉テレビ）
- もう少し、嫌な奴（2019年3月31日 - 2019年9月29日、朝日放送テレビ）

### 過去の出演番組
- ジャルジャルンルン気分▽永久保存！実力派コント師ジャルジャルが人気コント９連発（2020年11月23日、テレビ愛知）

### ラジオ

#### 過去のレギュラー番組
- オンスト（YES-fm、火曜日パーソナリティ、2007年4月3日 - 2008年3月25日）
- たま・きんラジオ（毎日放送、2007年10月 - 2008年9月）
- ジャルジャルアワー（KBS京都、2007年10月 - 2010年4月）
- baseよしもと ナマワラb 月曜（ラジオ大阪、2009年4月6日 - 2011年1月24日）
- 5upよしもと ガチモリ 月曜（ラジオ大阪、2011年1月31日 - 2013年3月25日）
- しゃべってんじゃねえよ!（BAYFM、2015年7月4日 - 2019年3月30日）

#### 特別番組
- ジャルジャルのオールナイトニッポンR（2011年12月23日、ニッポン放送）
- ジャルジャルのオールナイトニッポンGOLD（2013年11月1日、ニッポン放送）
- ジャルジャルのオールナイトニッポンX（2021年4月30日、ニッポン放送）

#### ゲスト出演
- 渡部秀 アクターズ・レイディオ[99]（JFN PARK、2018年10月15日[100][101]、10月29日・全2回）

### ネット配信番組

#### 現在のレギュラー番組
- 恋愛ドラマな恋がしたい（ABEMA、毎週土曜日23時 - 、2018年5月26日 - 2018年7月28日、2018年12月1日 - 2019年2月16日、2019年5月11日 - ） - 福徳のみMC

#### 過去の出演
- 開放！ジャルジャル×倉本美津留のコント会議（ニコニコ生放送→2015年12月18日からはLINE LIVEへ移行、2014年3月7日 - 2017年3月31日、毎週金曜日22時 - ）
- FIATしてSmile（2014年2月27日 - 2014年11月19日） - FIATの日本公式YouTubeチャンネル上にも『FIATしてSmile』の動画がupされており視聴可能。
- 緊急！THE BAWDIES×ジャルジャルのライヴ会議（2016年11月25日、スペースシャワーTVのスマホアプリ「スペシャアプリ」・スペースシャワーTV及びTHE BAWDIES及びジャルジャルの公式LINE LIVE[102][103]）
- ジャルジャル×倉本美津留の『デジジャル』（LINE LIVE、2017年4月10日 - 2018年9月24日）
- タテライブ（2017年9月13日、LINE LIVE） - Flumpool特集回のゲストMC[104][リンク切れ]
- M-1ファンクラブ（2017年11月20日 #11 「運命のファイナリスト決定スペシャル」・2017年12月22日 #16、GYAO!） - #11は決勝9組の進出発表の瞬間や各組へのインタビューで[105]・#16は単独ゲストでの出演[84][注 10]。
- まだまだ終わらない M-1グランプリ2017 世界最速ファイナリスト 全員集合スペシャル ～賞金1000万円贈呈式もあるよ～（2017年12月3日、GYAO![106][107]） - M-1グランプリ 2017のセル版DVDにこの番組が収録されている。
- -196℃ ストロングゼロ presents 打ち上げ!配信‼ M-1グランプリ 2017（2017年12月4日、YouTube Live[108]）
- エゴサーチTV（2017年12月8日 #33、ABEMA）
- フジモンが芸能界から干される前にやりたい10のこと（2018年4月4日、ABEMA）
- 千原○ニアの○○-1GP（2017年8月4日・2017年8月25日・2017年9月1日・2017年9月8日・2017年9月29日、Amazonプライム・ビデオ） - 2017年9月29日は「スニーカーを履いた鳩-1GP」のみ出演、2017年8月4日・2017年9月1日・2017年9月8日は後藤のみ出演
- 『じゃぱみゅ』リリース記念SP【きゃりーぱみゅぱみゅのじゃぱMUSIC】（2018年9月18日、ABEMA） - MC[109]
- ジャルジャルの笑いのツボ屋（大阪チャンネル、2018年12月6日 - 12月20日）
- ムチャブリレ（2020年2月1日、Amazonプライム・ビデオ）（#6に出演）
- カラフル〜笑いの力で77億再生〜（2020年9月11日 - 18日、Amazonプライム・ビデオ） - 笑いの精鋭[110]
- S区の奇妙な人々（2025年1月15日 - 2月19日、DMM TV）[111]

#### 生配信演劇
- ヒューマンコメディ（発表当初から配信直前にかけて・オープニングタイトルでは「コメディ演劇」と記載）夢路空港（2022年4月16日 オンライン劇場ZA）アーカイブ配信：同年4月17日 - 5月8日）福徳：毛利 役、後藤：川端 役

### ドラマ
- 奇妙な映画館「カーニバル」（関西テレビ、2006年11月12日）
- ドラマ10・いつか陽のあたる場所で（NHK、2013年1月 - 3月）福徳のみ、高木聖大 役
  - 特集ドラマ10・いつか陽のあたる場所で スペシャル（2014年4月1日）
- お助け屋☆陣八 第4話（読売テレビ、2013年1月31日）福徳のみ、進藤直樹 役
- 連続テレビ小説 ブギウギ（2023年10月2日 - 、NHK） - コック 役（後藤） / ハット 役（福徳）[112][113]

### 映画
- 日常〜恋の声〜（2007年2月3日）
- YOSHIMOTO DIRECTOR'S 100 〜100人が映画撮りました〜 ｢愛2007｣（2007年11月10-16日）
- ヒーローショー（2010年5月29日） - ダブル主演、福徳：鈴木ユウキ 役、後藤：石川勇気 役
- 営業1∞万回（2013年3月9日） - ダブル主演・本人役。※第4回沖縄国際映画祭（2012年）の長編プログラム「Laugh」部門にて上映
- 銃（2018年11月17日） - 後藤：警官 役
- 記憶にございません!（2019年9月13日） - 後藤：八代 役
- 僕の好きな女の子（2020年8月14日）
- ロックンロール・ストリップ（2020年8月14日） - 主演・後藤：木村勇太 役
- 半径1メートルの君 上を向いて歩こう「まわりくどい二人のまわりくどい気持ちの伝え方は大胆でむしろまわりくどい」（2021年2月26日） - 出演：後藤、脚本：福徳
- きかんしゃトーマス おいでよ!未来の発明ショー!（2021年3月26日） - 後藤：サニー 役（日本語吹替）
- サンチョー（2021年11月19日） - ダブル主演、全11役ジャルジャル

### 劇場アニメ
- わんだふるぷりきゅあ!ざ・むーびー! ドキドキ♡ゲームの世界で大冒険!（2024年9月13日公開予定） - 福徳：ポコタ 役、後藤：ポンタ 役[114]

### ドキュメンタリー
- 情熱大陸（毎日放送、2022年11月20日）[115]

### CM
- カルビー ポテトチップス「ハイスピード・パリッ!」篇（2010年）
- 明治製菓 ガルボチップス（2010年9月）
- 東京海上日動あんしん生命保険 超保険（2010年8月）
- 任天堂 ゴールデンアイ 007（2011年6月） - しずると共演
- エスビー食品 濃いシチュー（2013年9月 - ） - 金田哲（はんにゃ）と共演
- 不動産モダンプロジェ（2016年4月 - ）[116]
- ロッテ キシリトール オーラテクトガム（2017年3月 - ） - 後藤のみ、米倉涼子と共演
- サントリー 奥大山のブルーベリーヨーグリーナ＆サントリー天然水（2018年3月 - ） - 福徳のみ、ゆりやんレトリィバァと共演
- ダイドードリンコ ダイドーブレンド世界一のバリスタ監修（2018年4月2日 - ） - 後藤のみ（前澤一生 役）、松田龍平、遠藤憲一と共演[117]
- Indeed[118]
  - 「コンビニ」編・「居酒屋」編・「アパレル」編（2019年12月[119]）
  - 「カフェ」篇・「工場」篇・「スニーカーショップ」篇（2020年12月[120]）
  - 「レストラン」編（2021年12月18日 - ）[121]
  - 「家電量販店」編（2021年12月27日 - ）[121]
  - 「社長室」編（2022年1月5日 - ）[121]

### PV
- doa「旅立ちの歌」
- レッドシアターズ「風になりたい」
- S.R.S「ハイヤーグラウンド」
- ケツメイシ「雨のいたずら」
- ハンバートハンバート「夢の中の空」

### 書籍
- ジャルジャル 1st PHOTO BOOK（ワニブックス、2010年9月29日発売）
- ジャルジャル 1st PHOTO BOOK ～IN LONDON FROM JAPAN～（2010年9月29日）
- SUPER JARU JARU（ライブ会場、通販での限定発売）- 写真家レスリー・キー撮影のヌード写真集
- アイ アンド ランド（2022年7月22日）- 松本穂香との写真集。撮影は川島小鳥。

### ムック・雑誌
- 自主季刊音楽誌『LuckyRaccoon』内「ラッキーラクーンの15の質問」連載（Vol.32 ‐ 37[122][123]）‐ 不定期で復刊して以後も度々インタビューや増刊号にバンドLEGO BIG MORLとのコラボイベントの詳細レポート等が掲載されている。
- カジカジ 連載
- お笑いパーフェクトBOOK キネ旬ムック（2009年6月25日）
- baseよしもとwith大阪 QUAKE 写真集（2010年2月1日[124]）
- baseよしもとファンBOOK 超b級！ 1週間MOOK フォトブック（2010年3月30日[125]）
- 男前天下統一写真集「TRIP」（2010年6月16日[126]）
- メッチャ好きやねん‼ 大阪LOVER'S LIVE STAND 2010 OSAKA 大好きだぜ ‼ 東京LOVER'S 応援BOOK 両A面写真集 ‼ 東京芸人も大集合 ‼（2010年10月20日[127]）
- OWARAI Bros. -TV Bros.別冊お笑いブロス- （2019年12月16日）
- お笑いポポロ（ワニブックス）
- お笑いTV LIFE（学研パブリッシング）
- お笑い男子校（ワニブックス）
- ステラ関西版（2009年3月27日号）
- papyrus（24号）
- テレビブロス（2009年7月11日号）
- ラブベリー（2009年8月号）
- Meets Regional（2009年8月号）
- CUTiE（2009年8月号）
- an（2009年8月6日号）
- Samurai ELO（2009年10月号）

### DVD

#### 単独ライブ
- ジャルジャルの戯1（2008年10月22日）
- ジャルジャルの戯2（2009年2月25日）
- ジャルジャルの戯3（2009年7月8日）
- ジャルジャルのいじゃら（2012年1月1日）‐ 2011年7月21日に開催されたロンドン再演を特典映像として全編収録[128]。
- ジャルジャルのうじゃら（2015年10月7日）
- ジャルジャルのえじゃら（2015年10月14日）
- ジャルジャルのおじゃら（2015年10月21日）
- ジャルジャルのかじゃら（2015年10月28日）
- ジャルジャルのきじゃら（2015年11月4日）
- ジャルジャルのくじゃら（2015年11月11日）
- ジャルジャルのけじゃら（2015年11月18日）
- ジャルジャルのこじゃら（2015年11月25日）
- ジャルジャルのさじゃら（2015年12月2日）
- ジャルジャルのしじゃら（2015年12月9日）
- ジャルジャルのすじゃら（2015年12月16日）
- ジャルジャルのせじゃら（2015年12月23日）
- ジャルジャルのそじゃら（DVD全12巻購入特典）‐ 2012年1月22日に開催された『ジャルジャル10年目突入Special Live「ジャルりまくってんじゃねぇよ!!!」』を収録[129]。
- JARUJARU TOWER 2018 ジャルジャルのたじゃら(2019年2月13日) - 2018年秋に開催された単独ライブ全国ツアー『 JARUJARU TOWER 2018』ツアー最終日 東京 ルミネtheよしもとでの公演の模様を収録
- JARU JARU TOWER 2019 ジャルジャルのちじゃら(2020年5月27日)
- JARUJARU TOWER 2021 ―ジャルってんじゃねえよ― ジャルジャルのてじゃら(2022年10月19日)
- JARUJARU TOWER 2021 ―愛るしい、きみ― ジャルジャルのとじゃら(2022年10月19日)
- JARUJARU IN LONDON（2010年9月29日）

#### その他
- ダイナマイト関西2006 〜オープントーナメント大会〜（R and C、2006年12月6日）- 後藤のみ
- ダイナマイト関西2008 〜オープントーナメント大会〜（R and C、2009年2月11日）- 後藤のみ
- baseよしもと ネタトウタ2007（2007年5月23日）
- 凸base(デコベース)～baseよしもとネタ全集2009～（2009年1月1日）
- 凹base(ボコベース)～baseよしもと裏面集2009～（2009年1月1日）
- 凸base(デコベース)～baseよしもとネタ全集2010～（2010年1月1日）
- 凹base(ボコベース)～baseよしもと水泳大会2010～（2010年1月1日）
- 凸base(デコベース)～baseよしもとネタ全集2011～（2011年1月26日）
- 凹base(ボコベース)～baseよしもと野球大会2011～（2011年2月23日）
  - 裏base NEXTブレイク芸人大集合2010（2010年4月28日[130]）
  - ytv×YOSHIMOTO ワイワイオールナイトライブ！～にけつッ!!・マヨブラジオ・baseよしもと～（2010年6月23日[131]）
- 5upよしもとネタ大全集2012 ～本ネタ＆裏ネタコレクション～（2012年1月11日[132]）
- キングオブコント2009（2009年12月23日）
- キングオブコント2010（2010年12月22日）
  - キングオブコント2008（2009年2月18日[注 11]）
  - キングオブコント2011（2011年12月23日[注 11]）
  - キングオブコント2012（2012年12月19日[注 11]）
  - キングオブコント2013（2013年12月18日[注 11]）
  - キングオブコント2014（2014年12月24日[注 11]）
- 爆笑レッドカーペット～克実より愛をこめて～（2010年3月30日[133]）
- プレミアステージ2009（2010年4月7日[134][135]）
- YOSHIMOTO presents　LIVE STAND 2010 男前祭り～草食系DISC～（2010年10月13日[136]）
  - LIVE STAND 2010 会場限定DVD ～「TRIP」メイキングドキュメント～（2010年7月17 ‐ 19日開催「LIVE STAND 2010 OSAKA」会場の幕張メッセHMVブースで販売[137]）
- YOSHIMOTO presents LIVE STAND 2010 OSAKA 男前祭り～男前なだけじゃないカワイイ芸人コレクション～（2011年7月13日[138]）
  - LIVE STAND 2010 OSAKA 会場限定DVD ～「大阪LOVER'S」メイキングドキュメント～（2010年10月15 ‐ 17日開催「LIVE STAND 2010 OSAKA」会場のインテックス大阪3-5号館で販売[127]）
- 第30回全国高等学校クイズ選手権 高校生クイズ2010（2010年10月27日[139]）
- ヒーローショー（2010年11月26日）
- やりすぎフェスタ 2010 やりすぎ芸人都市伝説 Vol.2（2010年12月15日）‐ 2010年7月26日 ～ 8月31日に新宿区歌舞伎町特設テントにて芸人7組が座長を務め上演された芝居をDVD化[140][141]。
- オールザッツ漫才 20周年記念永久保存大全集!! 激闘バトル編（2011年3月2日[142][注 12]）
- オールザッツ漫才 20周年記念永久保存大全集!! 厳選ネタ編（2011年3月2日[注 12]）
- オールザッツ漫才 20周年記念永久保存大全集!! DVD-BOX（2011年3月2日[注 12]）
- M-1グランプリ2010完全版 ~最後の聖戦！無冠の帝王vs最強の刺客~（2011年3月30日[注 13]）
- M-1グランプリ2015完全版 漫才頂上決戦 5年分の笑撃 ~地獄からの生還…再び~（2016年12月2日[注 13]）
- フットボール刑事の芸人家宅捜査（2011年8月10日）- 後藤のみ
- 人志松本のすべらない話 333万枚突破記念 3大会収録完全生産限定BOX（2012年11月21日）- 後藤のみDISC3収録の第13回2012年6月23日放送回に出演[143]。
- 営業100万回（2013年10月16日）
- アメトーーク!
  - オシャレって何なの芸人（2014年9月24日、Vol.28[144]）- 後藤のみ
  - 好感度低い芸人（2014年9月24日、Vol.29[145]）- 福徳のみ
  - ラグビー芸人（2015年3月27日、Vol.31のセル版特典映像として収録[146]）
  - 踊りたくない芸人（2018年1月12日、Vol.40[147]）- 後藤のみ
  - お肌よわよわ芸人（2018年4月12日、Vol.45[148]）- 福徳のみ
- 東西芸人いきなり！2人旅 vol.1（2014年10月22日）- 後藤のみ
- バンビーノ #ダンソン（2015年3月31日）- 他芸人達がダンソンを踊る特典映像「ダンソンやってみた」内の1組として出演[149]）
- しくじり先生 俺みたいになるな!! DVD 第2巻（2015年10月7日[150]）
- リンカーン芸人大運動会2014・2015（2016年10月5日）‐ 2015年に出演[151]。
- ゴッドタン 照れカワVS仲直り 怒涛の神対決!（2017年3月29日）‐ 照れカワ芸人ならぬ「照れトガ芸人」として出演[152]。

### 舞台・ライブ

#### ユニット/合同ライブ・客演
- 2007年3月14日 2Hユニットライブ「テンジャルマイル」（baseよしもと/大阪・難波）‐ 天津・スマイルとのユニット。
- 2007年5月3日 2Hユニットライブ「テンジャルマイル」（baseよしもと/大阪・難波）‐ 天津・スマイルとのユニット。
- 2007年7月2日 2Hユニットライブ「テンジャルマイル」（baseよしもと/大阪・難波）‐ 天津・スマイルとのユニット。
- 2009年4月11日 東京シュール4 VS ジャルジャル～13時決戦～（雷5656会館 ときわホール/東京・浅草）‐ カリカ・犬の心・POISON GIRL BAND・しずる・ライスによるユニット「東京シュール5」ライブへの客演[注 14]。
- 2013年11月21日 MIXライブ ～3組でネタとトークをやってみた～（ルミネtheよしもと/東京・新宿）‐ アームストロング・鬼ヶ島との企画ライブ[160]。
- 2014年4月24日 ジャル！シティ！（俳優座劇場）‐ うしろシティとの合同ライブ[161][注 15]。
- 2014年9月15日 第2回ジャル！！シティ！！（本多劇場）‐ 1日2回公演、うしろシティとの合同ライブ[162][163]。
- 2014年7月24日 チョコレートプラネットのコント勉強させていただきます vol.3（THEATER BRATS/東京・新宿）‐ キングオブコメディと共にゲスト出演（前説はママンマ）[164]。

#### その他ライブ・イベント
現在
- ルミネtheよしもと
- なんばグランド花月
- よしもと漫才劇場
- よしもと祇園花月
- 爆ハリ！（幕張よしもとイオンモール劇場/千葉・幕張）- 月1回開催のネタ・トーク・企画ライブ、現在は同期のプラス・マイナスやGAGと出演[注 16]、2016年9月22日まではニコニコ生放送やUstreamでも前半が無料で生配信されていたが配信自体を終了している[165]。一部過去回は吉本が運営する有料オンデマンド動画サイト「YNN」で視聴可能。
- 超コントLIVE（下記の「あっぷくライブ」をリニューアルした即興コントライブ、不定期開催）- ジャルジャルと倉本の3人のみを原則出演としているが、実際は他芸人をゲストに迎える事が多い。
  - 2016年1月29日 超コントLIVE by ジャルジャル・倉本美津留のコント会議（ユーロライブ/東京・渋谷[166]）
  - 2016年3月28日 ジャルジャル・倉本美津留のコント会議presents「超コントLIVE」（ユーロライブ/東京・渋谷）- ゲスト：サンドウィッチマン[85]
  - 2016年5月14日 超コントLIVE by ジャルジャル・倉本美津留のコント会議（YES THEATER/大阪・難波）- ゲスト：ダイアン[167]
  - 2017年2月20日 超コントLIVE by ジャルジャル・倉本美津留のコント会議（ユーロライブ/東京・渋谷[168]）
  - 2017年4月10日 超コントLIVE by ジャルジャル・倉本美津留のコント会議（ユーロライブ/東京・渋谷）- ゲスト：天竺鼠・マヂカルラブリー[169]
  - 2017年7月31日 超コントLIVE by ジャルジャル×倉本美津留の『デジジャル』in大阪（道頓堀ZAZA HOUSE/大阪・難波[170]）- ゲスト：藤崎マーケット[171]
  - 2017年8月28日 超コントLIVE by ジャルジャル・倉本美津留のデジジャル（ユーロライブ/東京・渋谷）- ゲスト：Aマッソ[172]、この公演時にて同年6月5日の『超漫才LIVE』で披露した一部漫才を改良したネタを再披露している[172]。
- 超漫才LIVE（即興漫才ライブ、不定期開催）- ネタを披露し終えたらすぐに自ら倉本を含めた3人で事細かく分析する長尺があるのが特徴[173]。
  - 2016年7月25日 超漫才LIVE by ジャルジャル・倉本美津留のコント会議（ユーロライブ/東京・渋谷[174]）
  - 2016年9月30日 超漫才LIVE by ジャルジャル・倉本美津留のコント会議（ユーロライブ/東京・渋谷[175]）
  - 2017年1月23日 超漫才LIVE by ジャルジャル・倉本美津留のコント会議（ユーロライブ/東京・渋谷[176]）
  - 2017年5月1日 超漫才LIVE by ジャルジャル・倉本美津留のコント会議（道頓堀ZAZA HOUSE/大阪・難波[177][173]）
  - 2017年6月5日 超漫才LIVE by ジャルジャル×倉本美津留のデジジャル（ユーロライブ/東京・渋谷[170]）- この時披露した一部漫才を改良したネタは同年8月28日の『超コントLIVE』でも再披露されている[172]。
  - 2017年11月27日 超漫才LIVE by ジャルジャル×倉本美津留のデジジャル （ユーロライブ/東京・渋谷[178]）
  - 2018年3月16日 超漫才LIVE by ジャルジャル×倉本美津留のデジジャル（ユーロライブ/東京・渋谷[179]）

過去
- baseよしもと
- 5upよしもと
- LIVE STAND
- 大阪会議（2008年）
- 連載・おとといミーティング～ジャルジャルちゃん～（2011年10月6日[180] ‐ 2014年8月28日[181]、全10回開催）‐ トークと音楽をメインとしたイベントで、バンドウルフルズのジョン・B・チョッパーやミドリカワ書房や黒猫チェルシーの渡辺大知などをゲストに迎えコラボ企画を行った。
- あっぷくライブ（即興コントライブ、全7回開催）
  - 2014年8月1日 ジャルジャル＆倉本美津留のコント会議 supported by FIAT プロデュース「あっぷくライブ」（新宿シアターモリエール/東京・新宿[182]）
  - 2014年12月5日 ジャルジャル・倉本美津留のコント会議 presents あっぷくライブin大阪（道頓堀ZAZA HOUSE/大阪・難波[183][184]）
  - 2014年12月12日 ジャルジャル・倉本美津留のコント会議 presents あっぷくライブ（新宿シアターモリエール/東京・新宿[183]）
  - 2015年4月17日 ジャルジャル・倉本美津留のコント会議 presents あっぷくライブ（ユーロライブ/東京・渋谷[185]）
  - 2015年6月26日 ジャルジャル・倉本美津留のコント会議 presents あっぷくライブ（ユーロライブ/東京・渋谷[186]）
  - 2015年9月11日 ジャルジャル・倉本美津留のコント会議 presents あっぷくライブin大阪（道頓堀ZAZA HOUSE/大阪・難波[187]）
  - 2015年9月18日 ジャルジャル・倉本美津留のコント会議 presents あっぷくライブ（新宿シアターモリエール/東京・新宿[187]）
- 第15回Japan Expo（2014年7月2 ‐ 6日、パリ・ノールヴィルパント展示会場/フランス・パリ）‐ 日本文化を伝える博覧会で、同国最大級の日本専門CS局「Nolife」の番組『Japan in Motion』でも放送されたライブでコントの他にふなっしーとコラボするパフォーマンスやクイズコーナーを行った[188][189]。
- 第16回Japan Expo（2015年7月2 ‐ 5日、パリ・ノールヴィルパント展示会場/フランス・パリ）‐ 7月5日の45分間の単独ステージを含めたライブや様々なコーナーに参加[28]。
- J-POPサミット（2015年8月8 ‐ 9日、Fort Mason Center/アメリカ・サンフランシスコ）‐ 日本文化を伝える大型イベントで、漫才を行いその他コーナーにも参加[62][190]。
- 台北国際旅行博 2015（2015年11月7 ‐ 9日[191][192]、世界貿易センター 1ホール及び3ホール/台湾・台北、別称「ITF」「台北國際旅展」[193]）‐ アジア最大級の旅行博の日本ブース内でコントやトークを行った[194]。
- モジャモジャルジャル配信記念ミニライブ（2016年11月28日、吉本興業東京本社にて会見込みで行われた[61]）
- モジャモジャルジャル デビューライブ（2016年12月19日、新宿ReNY/東京・新宿[61]）
- THE BAWDIES × ジャルジャルの猪突猛進チュ〜!!（2017年1月19日、ライブハウス新代田FEVER/東京・新代田）‐ バンドTHE BAWDIESとの対バンイベント、2016年11月25日にスペースシャワーTVのスマホアプリ「スペシャアプリ」・スペースシャワーTV及びTHE BAWDIES及びジャルジャルの公式LINE LIVEで生配信された『緊急！THE BAWDIES×ジャルジャルのライヴ会議』内で同ライブイベントの開催が発表された[195][103]。

## ディスコグラフィー

### 配信限定アルバム
「モジャルジャル」名義
- ジャル歌全集（2016年11月28日配信開始）[61]